# 加德福尔
加德福尔（法語：Gardefort，法語發音：[ɡaʁdəfɔʁ]）是法国谢尔省的一个市镇，属于布尔日区。

## 地理
加德福尔（47°16'8"N, 2°49'45"E）面积8.44 平方千米，位于法国中央-卢瓦尔河谷大区谢尔省，该省份为法国中部省份，北起卢瓦雷省，西接卢瓦-谢尔省和安德尔省，南至克勒兹省，东南接阿列省，东临涅夫勒省。
与加德福尔接壤的市镇（或旧市镇、城区）包括：弗村、雅洛涅、沃格、维农。

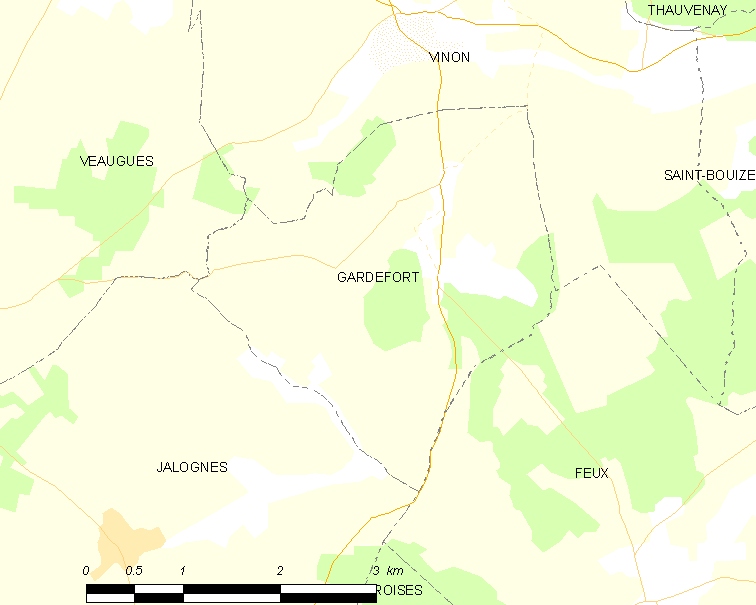
加德福尔的OSM定位图

加德福尔的时区为UTC+01:00、UTC+02:00（夏令时）。

## 行政
加德福尔的邮政编码为18300，INSEE市镇编码为18098。

## 政治
加德福尔所属的省级选区为桑塞尔县。

## 人口

1962-2008年间加德福尔人口变化图示

加德福尔于2022年1月1日时的人口数量为126人。